# Ústredňa štátnej bezpečnosti
Ústredňa štátnej bezpečnosti (zkr. ÚŠB) byl nejvyšší policejní úřad během válečné Slovenské republiky, který měl za úkol vykonávat policejní zpravodajství. Založena byla 1. ledna 1940 a existovala až do zániku státu na jaře 1945. Měla svůj vlastní seznam a evidenci konfidentů, spolupracovala přitom s organizacemi Hlinkovy slovenské ľudové strany, jako byla Hlinkova garda a Hlinkova mládež, i se stranou karpatských Němců Deutsche Partei.
ÚŠB vznikla sloučením 4. oddělení Ministerstva vnitra a zpravodajského oddělení Policejního ředitelství v Bratislavě jako odbor Prezidia Ministerstva vnitra Slovenské republiky. Byla zřízena v důsledku absence jednotné organizace zpravodajské služby, což slovenským orgánům vytýkala i kompetentní místa v nacistickém Německu. Prvním vedoucím ÚŠB se stal Jozef Mišík. Zpravodajské službě byly podřízeny všechny složky mocensko-represivního aparátu státu: policie, četnictvo, župní a okresní úřady, ale i notáři. Ústredňa štátnej bezpečnosti spolupracovala s německým Gestapem. Po vypuknutí Slovenského národního povstání se ÚŠB podílela na odsunu 3595 osob do nacistických koncentračních táborů. Před koncem války zajišťovala trestní stíhání vůči těm příslušníkům branné moci a četnictva, kteří se zúčastnili povstání. Někteří pracovníci úřadu ale spolupracovali s protifašistickým odbojem.